# 潘尚輯
潘尚輯，会稽人，清朝政治人物。举人出身。
道光九年（1829年），擔任清朝廣州府南海縣知縣。后由黃定宜接任。